# Ksar (fortification)
Cet article concerne un village fortifié. Pour les autres significations, voir Ksar.

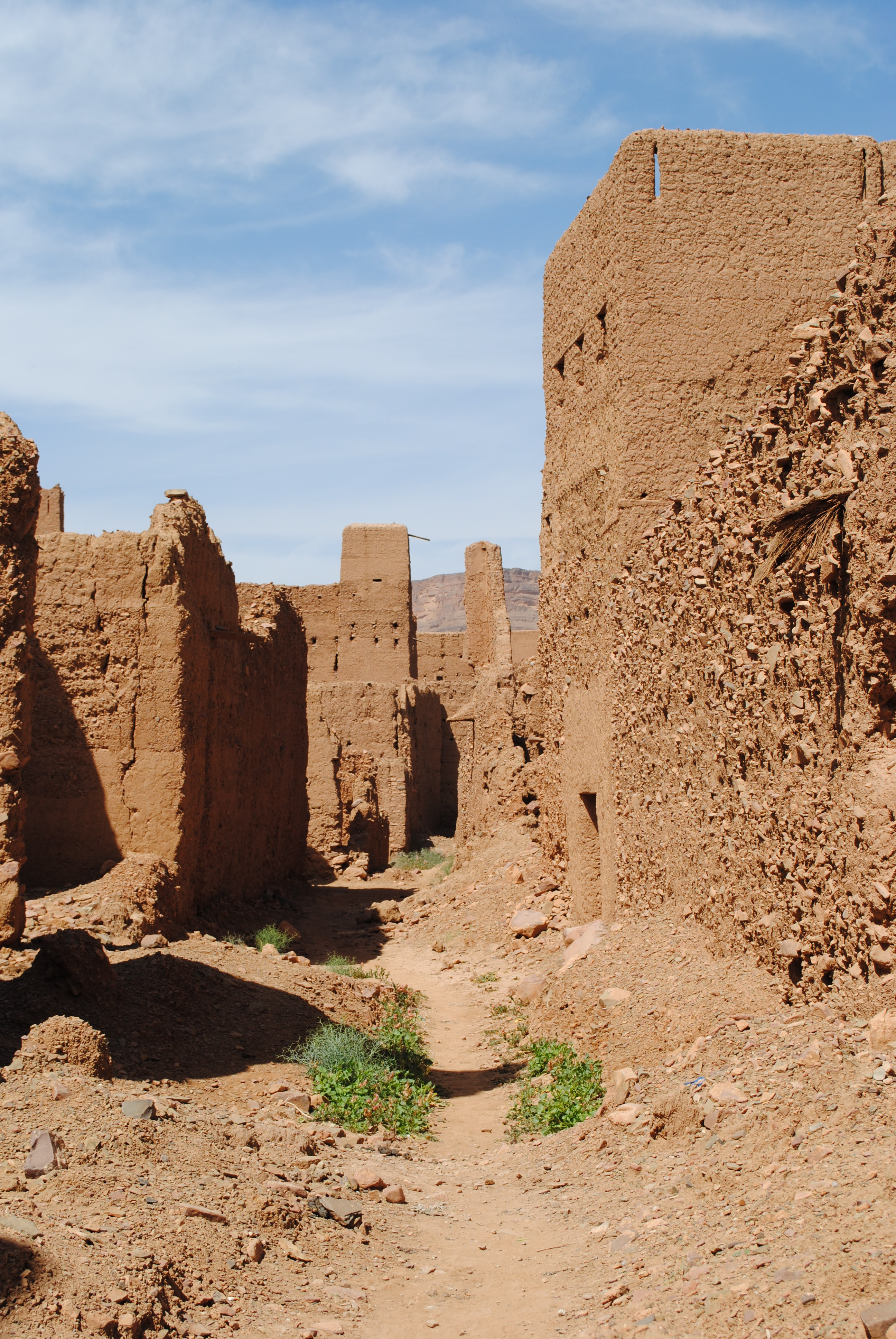
Un aspect du Ksar Igharghar dans la province de Zagora, dans le sud-est du Maroc.

Un ksar, ou ighrem (en arabe : قصر [qasr], berbère : ⵉⵖⵔⵎ [iɣrem]), au pluriel respectivement kosour (قصور [qoṣūr]), et igherman (ⵉⵖⵔⵎⴰⵏ [iɣerman]), est un village fortifié d'architecture berbère que l'on trouve en Afrique du Nord,.
Au pluriel, on trouve aussi les formes « ksars », « ksour » (pluriel calqué de l'arabe), voire « ksours » ou « kosours ».

## Description
Forteresse, elle est toujours située dans un emplacement spectaculaire, soit perchée sur un promontoire escarpé accroché à une paroi rocheuse soit dressée au-dessus d'une oasis.
Combinant généralement des greniers et des habitations, les ksour se rencontrent communément sur des contreforts proches d'oasis afin de se protéger d'attaques venant de tribus nomades.
Un ksar est composé de cellules, appelées ghorfas (« chambres » en arabe), qui servent à entreposer les denrées en prévision de plusieurs années successives de sécheresse.
Certains ksours comme le ksar de Tissergate (Zagora, Maroc) n'ont qu'une seule porte d'entrée permettant ainsi de surveiller les entrées - sorties et de fermer le ksar la nuit. 

## Étymologie
Le mot ksar est emprunté à l'arabe qasr (« château », « village fortifié »), qui vient lui-même du latin castrum (« fort » ou « place forte »). Il a donné le mot alcázar en espagnol. Le mot d'origine désignant ce type d'architecture, qui est utilisé en berbère, est ighrem.

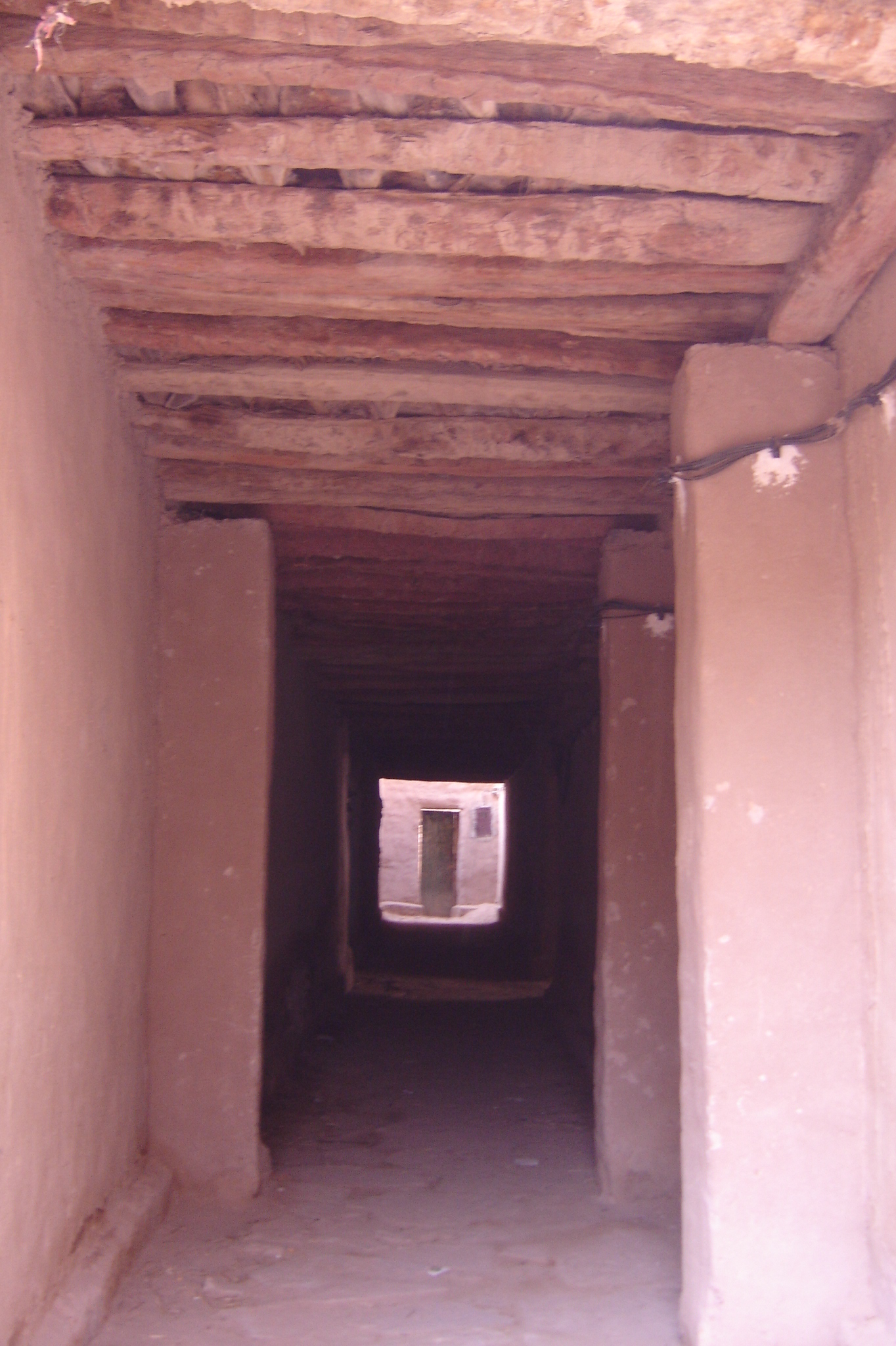
Couloir dans le ksar de Beni Ounif (Algérie).
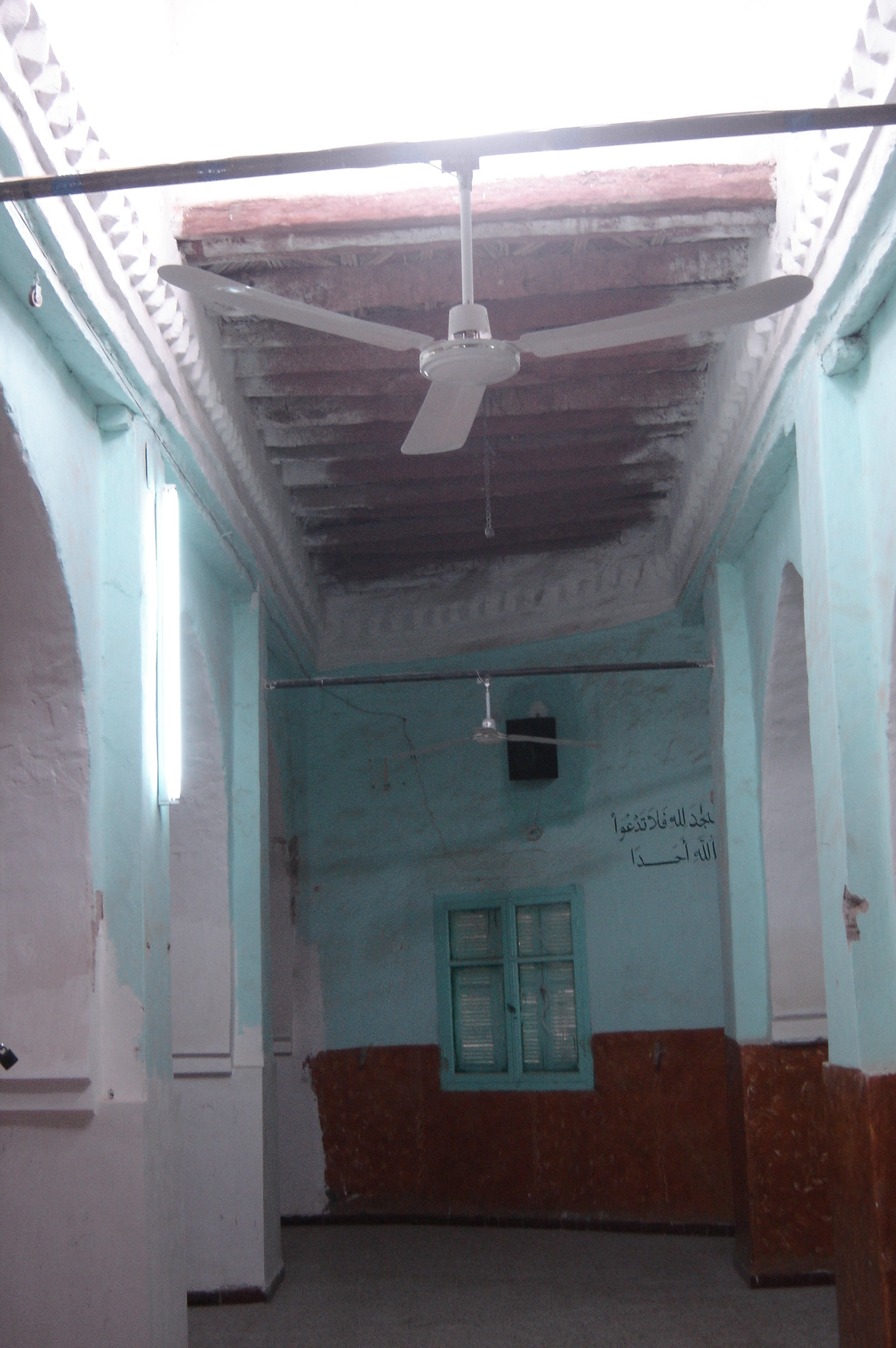
La mosquée de béni-ounif « Atik » Beni Ounif (Algérie).
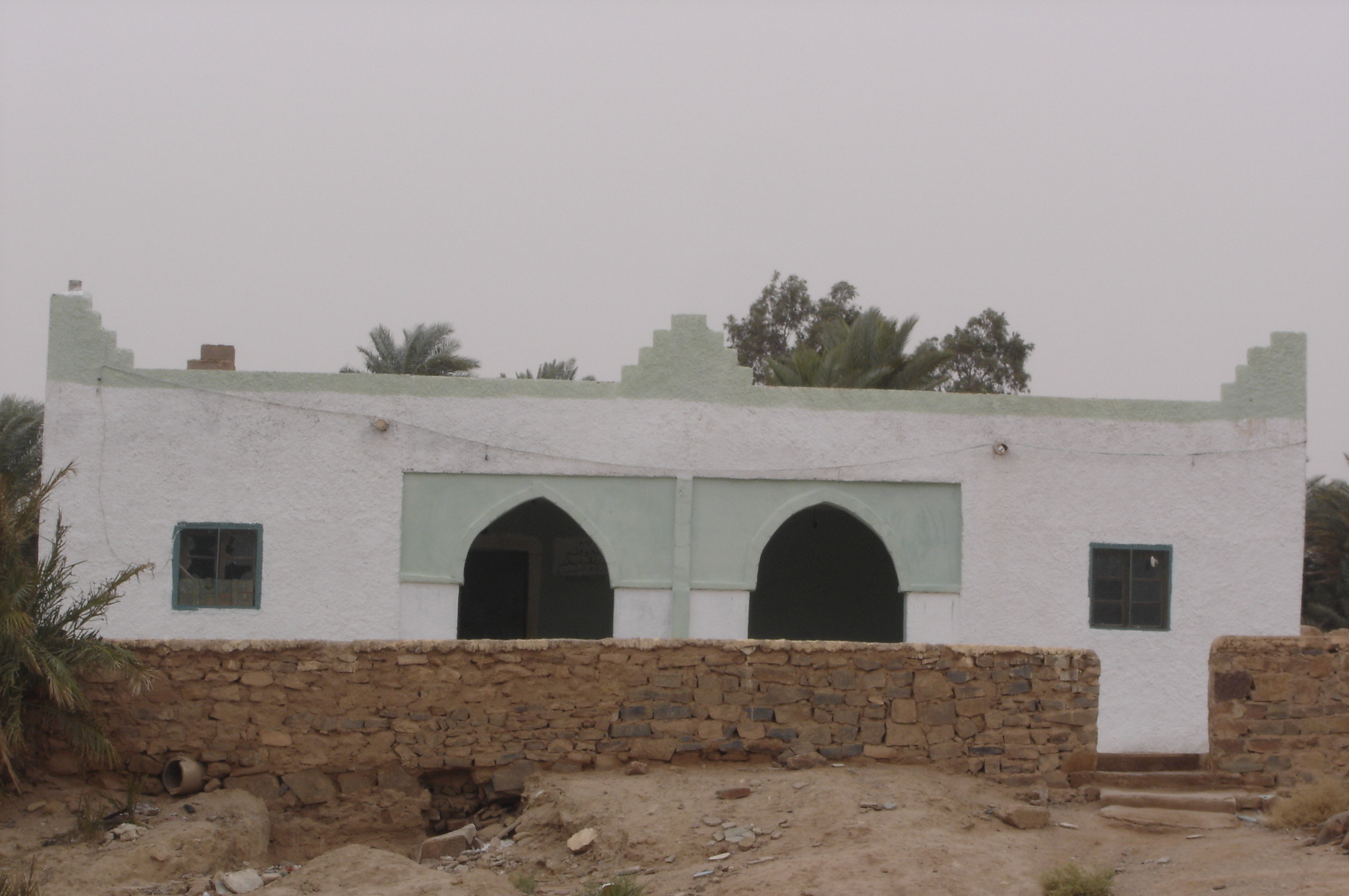
Wali Sidi Aissa Ben Taleb Beni Ounif (Algérie).
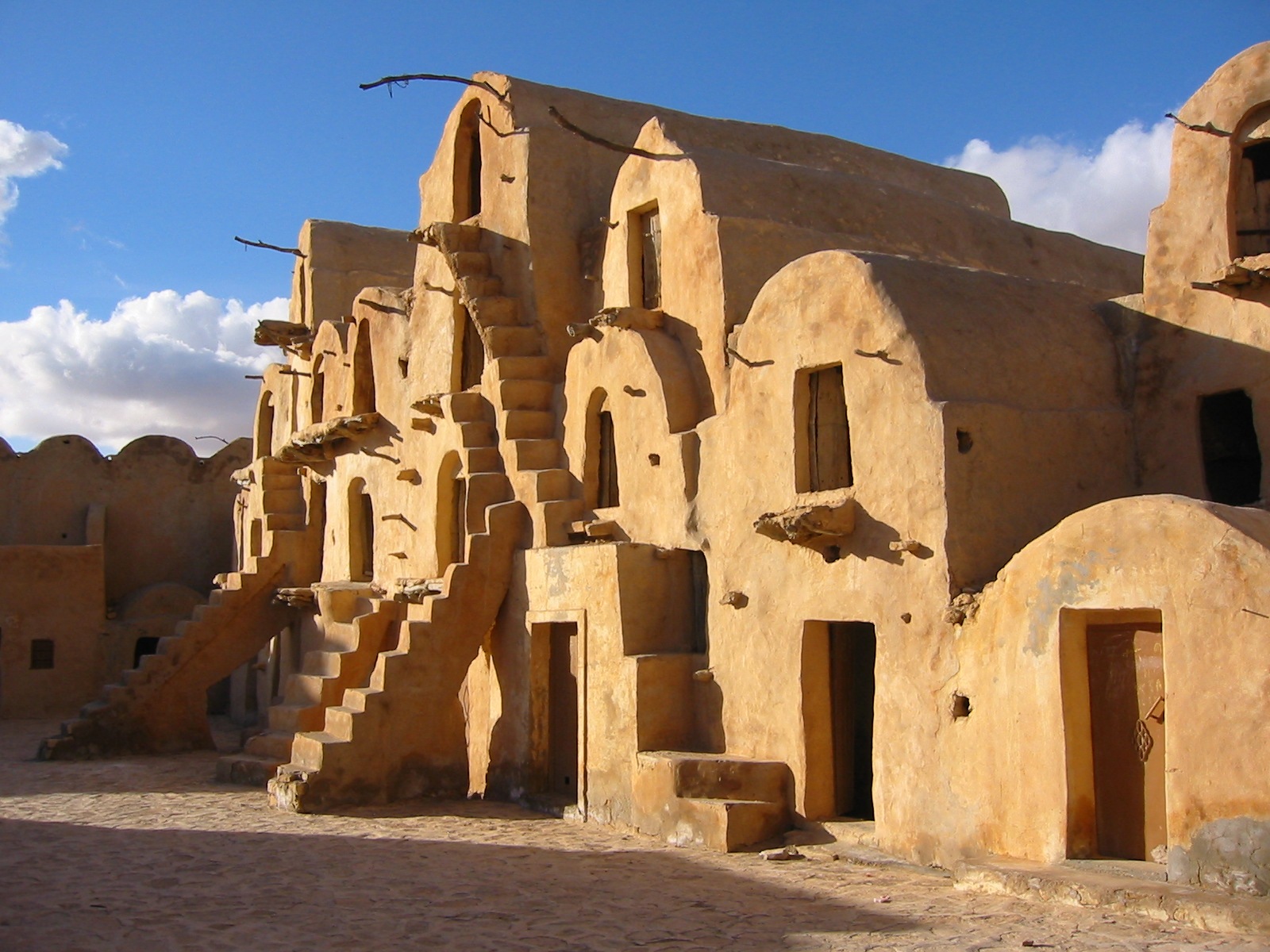
Ksar Ouled Soltane (Tunisie).
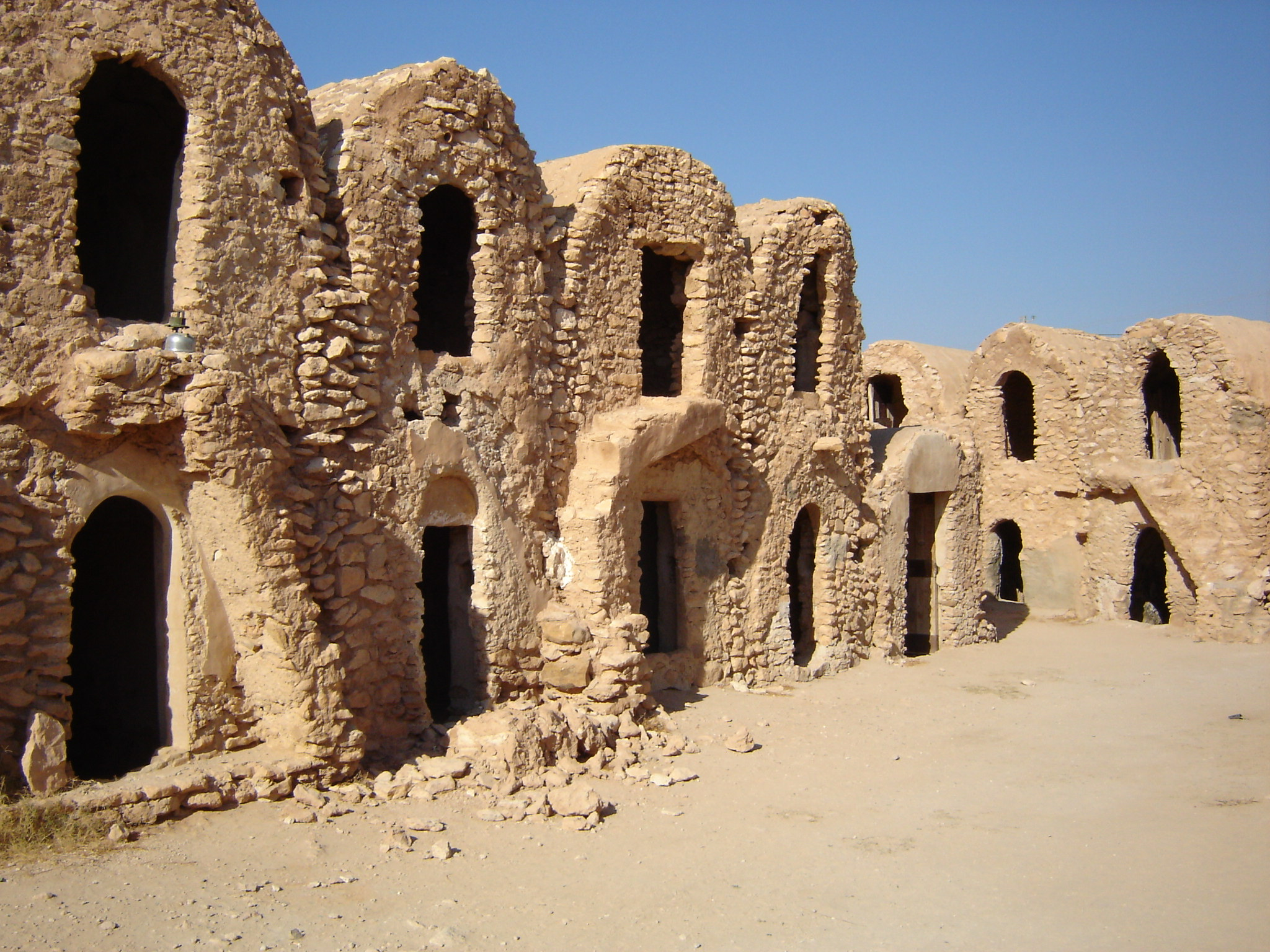
Ksar Hadada (Tunisie).
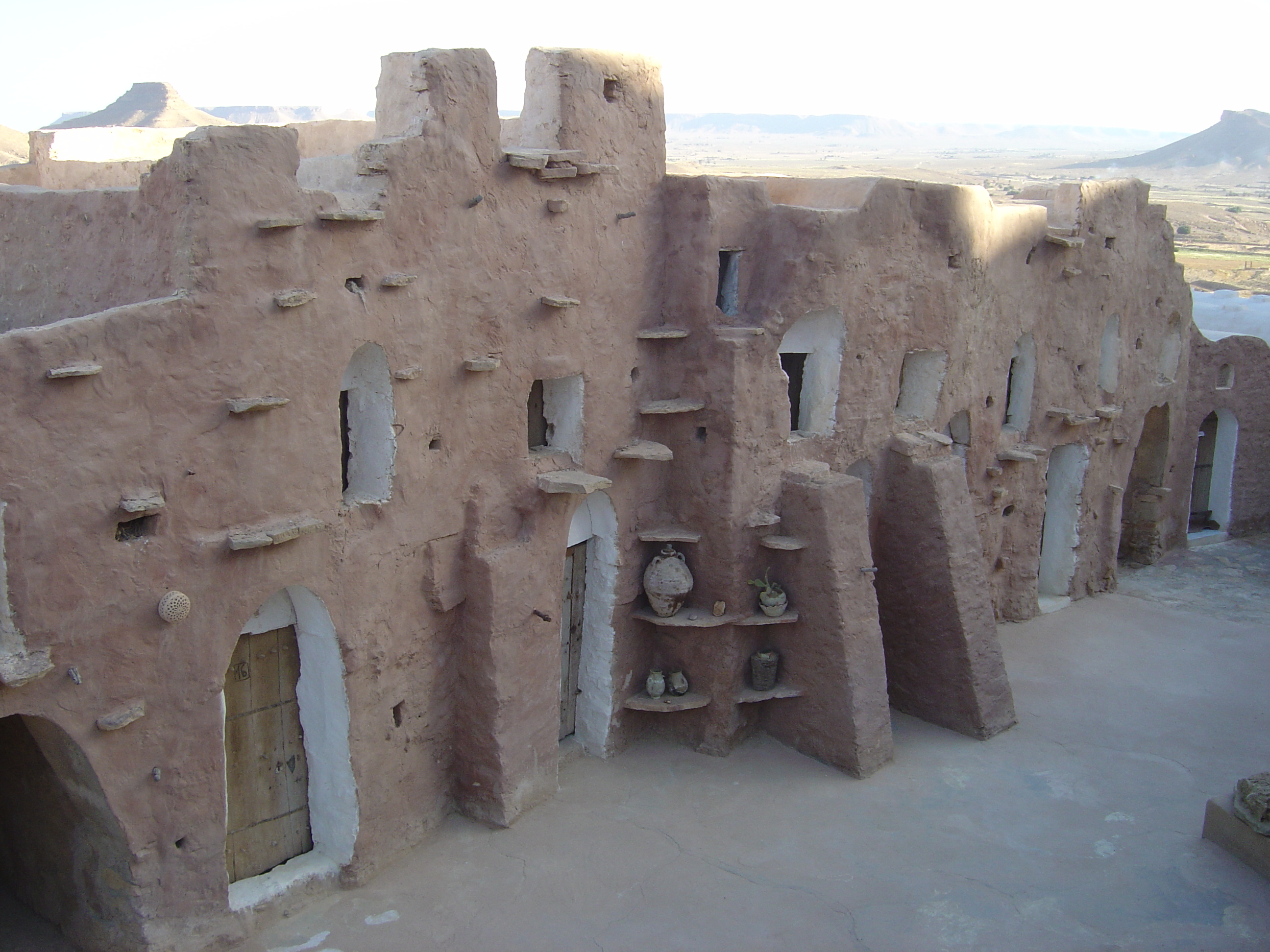
Douiret (Tunisie).
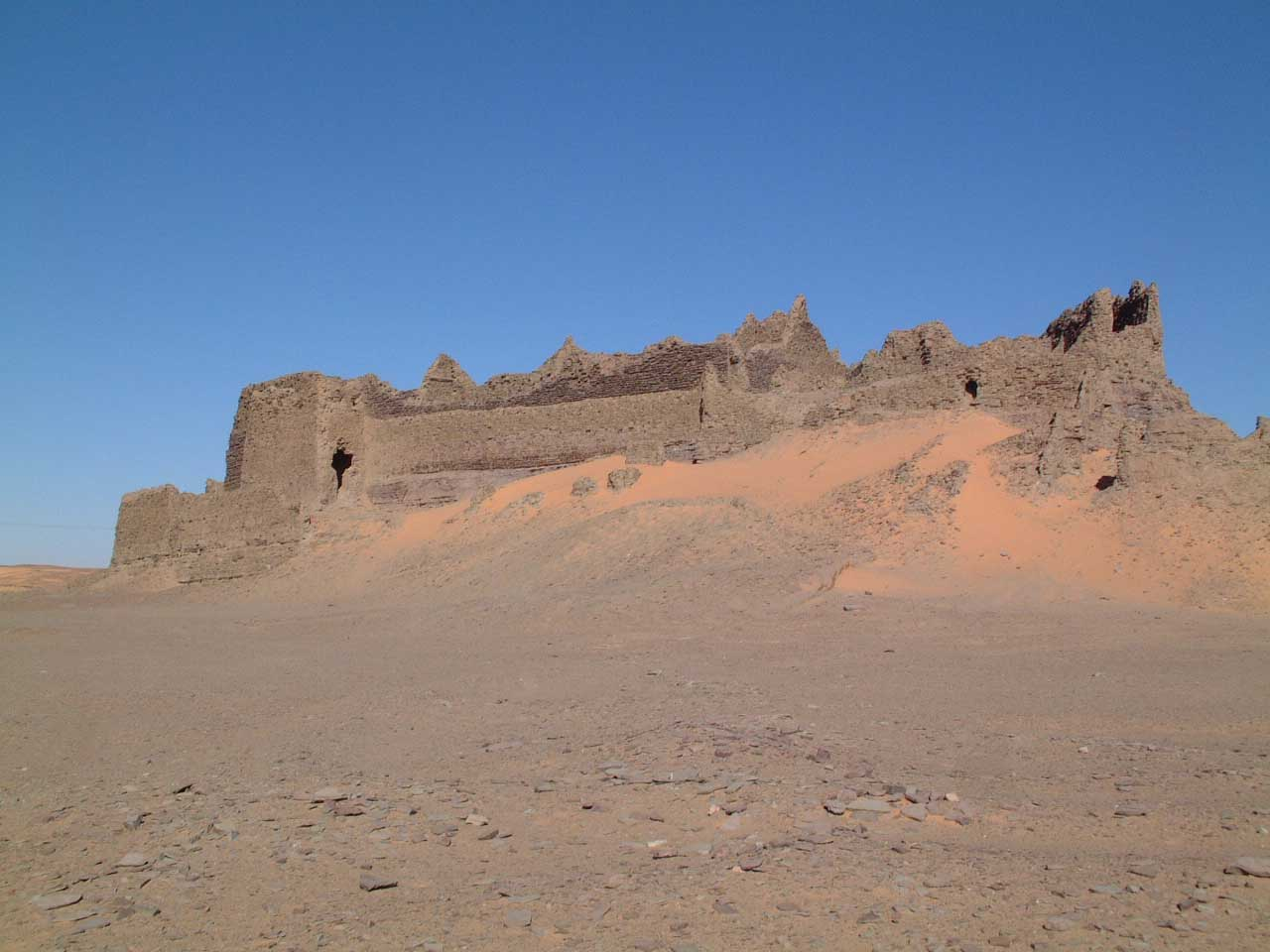
Ksar en ruine près de Timimoun (Algérie).
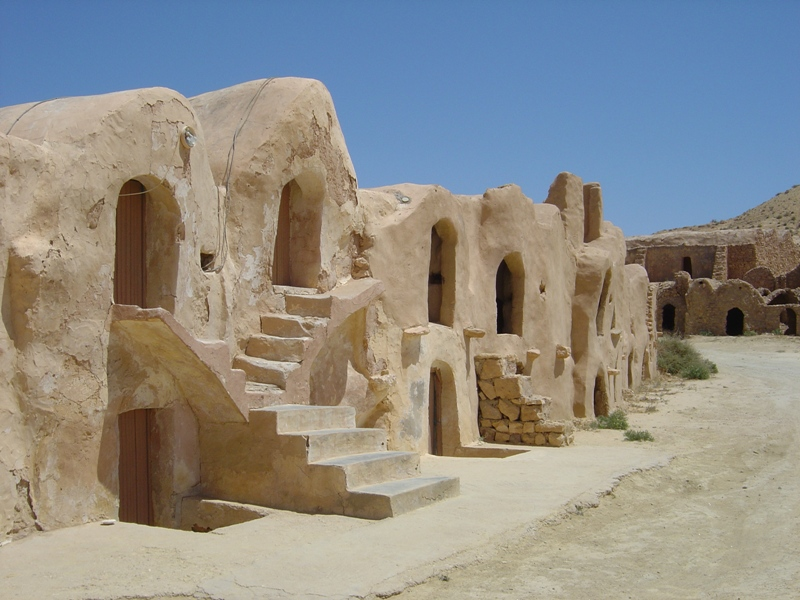
Ksar Hallouf (Tunisie).
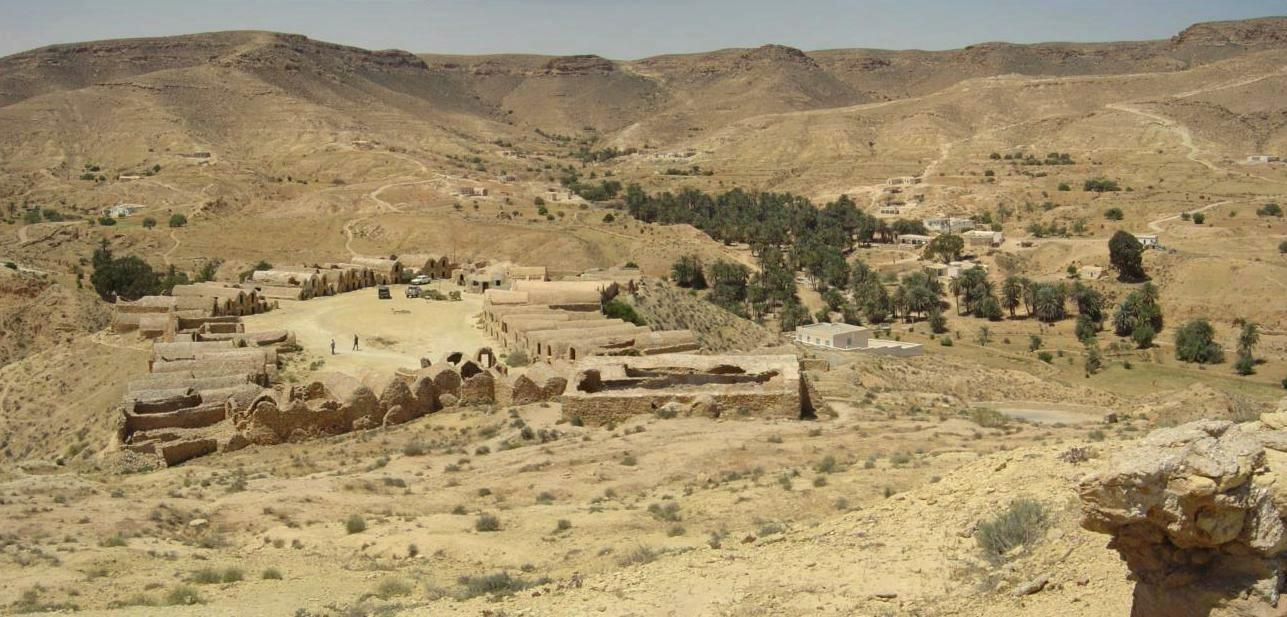
Ksar Hallouf (panoramique) (Tunisie).
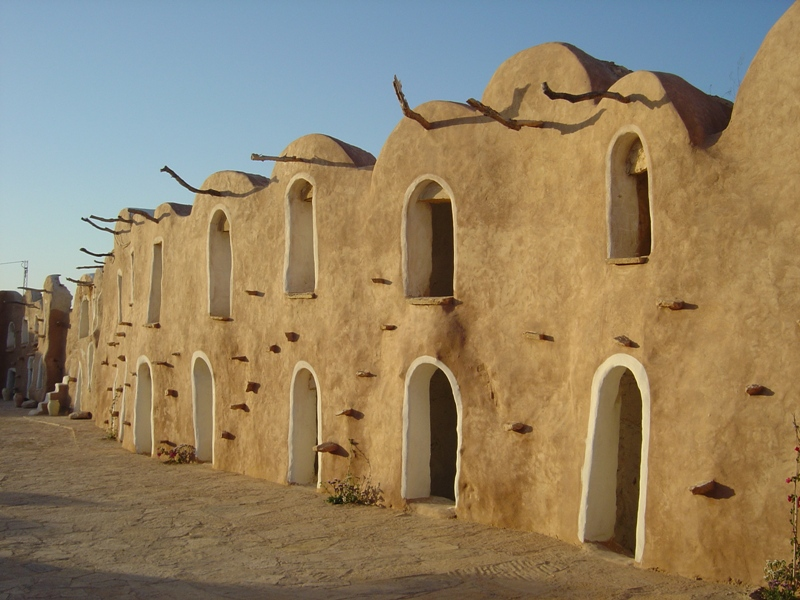
Ksar Ouled Debbab (partie restaurée) (Tunisie).
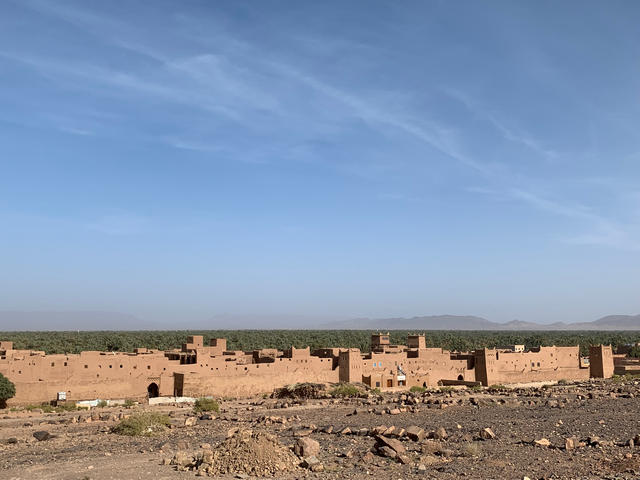
Ksar Tissergate - Zagora - Maroc